# Gerulf von Kennemerland
Gerulf von Kennemerland, auch Gerulf der Jüngere († 896) war Graf in Mittelfriesland und Ahnherr des holländischen Grafenhauses.

## Leben
Er war vermutlich ein Sohn von Gerulf dem Älteren.
Er war Graf im Kennemerland, womöglich auch in Friesland. Im Jahre 882 wurde das Kennermerland, das vorher der Normanne Rörik zu Lehen gehabt hatte, an den Normannen Gottfried gegeben, der sich taufen ließ.
Dennoch unternahm Gottfried im Jahre 884 einen Plünderungszug, auf dem er bis Duisburg vordrang, verband sich mit Hugo von Lothringen, dessen Schwager er war, und verlangte 885 durch die unter ihm stehenden Friesengrafen, Gerulf und Gardulf, der Kaiser solle ihm eine Reihe Kammergüter am Rhein abtreten, wenn er treu bleiben solle. Im Juni 885 traf dann Gottfried in der Betuwe bei Herwen unter dem Vorwand von Unterhandlungen mit Herzog Heinrich zusammen, wurde dort aber mit Gerulfs Hilfe ermordet.
Auf jeden Fall muss Gerulf bei der Revolution, durch welche Kaiser Karl der Dicke im Ostfrankenreich gestürzt wurde, ein eifriger Anhänger des neuen Königs Arnulfs gewesen sein. Dieser belehnte ihn nicht nur im Jahre 898, vielleicht auch um ihn noch fester an sich zu binden, erblich mit einem Königsforst und einem Vorwerk südlich von Haarlem auf der damals trocken liegenden Gegend Haarlemmermeer sowie mit anderen Ländereien im Teisterbant und andererorts, sondern sein Geschlecht erscheint dann auch mit den folgenden Königen, die aus derselben Aktion wie Arnulf erhoben wurden, auffallend befreundet. Nur in der kurzen Zwischenzeit, wo es zweifelhaft war, ob Lothringen zum Ostfrankenreich oder Westfrankenreich fallen sollte, wo zwei Parteien das Land selbst zerrissen, scheint Gerulfs Sohn, Dietrich I., seinen Vorteil wahrgenommen zu haben.

## Nachkommen
Er hatte folgende Kinder:
- Dietrich I.
- Walger, als Neffe Arnulfs bezeichnet